# Gerlachovský potok (přítok Velického potoka)
Gerlachovský potok je podtatranský potok, protékající centrální částí okresu Poprad. Je to levostranný přítok Velického potoka, měří 9,1 km a je tokem V. řádu.
Pramení v Tatranském podhůří jižně od Tatranské Polianky, v lokalitě Lihovar, v nadmořské výšce přibližně 943 m n. m. Nejprve teče jihovýchodním směrem, v blízkosti rekreační osady u hotelu Hubert se stáčí na jihojihovýchod a vstupuje do Popradské kotliny. Z pravé strany pak přibírá Novou vodu, opět teče jihovýchodním směrem, přičemž protéká intravilánem obce Gerlachov. Za obcí teče na krátkém úseku východním směrem, zleva přibírá nejprve přítok z lokality Kopanice, pak z lokality Velký háj a znovu pokračuje jihovýchodním směrem. Z pravé strany ještě přibírá přítok pramenící severovýchodně od kóty 730,3 m, na dolním toku mění směr toku více na jihojihovýchod a na okraji města Poprad se v nadmořské výšce cca 682 m n. m. vlévá do Velického potoka.